# Abbe (krater)
Abbe je lunarni udarni krater koji se nalazi na južnoj hemisferi na suprotnoj strani Mjeseca. Nalazi se južno od kratera Hess, a nalazi se istočno od velikog kratera Poincaré. Ime je dobio po njemačkom fizičaru Ernstu Abbeu.
Vanjski zid Abbe donekle je erodiran, s malim kraterima koji leže preko sjeverozapadnog i jugozapadnog rubnog vrha. Unutrašnji pod je relativno gladak, s nekoliko sitnih kraterčića koji obilježavaju površinu.

## Satelitski krateri
Prema konvenciji, te se značajke identificiraju na lunarnim kartama postavljanjem slova na onu stranu središnje točke kratera koja je najbliža Abbeu.
| Abbe | Selenografska ... | Selenografska ... | Promjer |
| Abbe | širina            | dužina            | Promjer |
| ---- | ----------------- | ----------------- | ------- |
| H    | 58,2° J           | 177,9° I          | 25 km   |
| K    | 59,6° J           | 177,3° I          | 28 km   |
| M    | 61,6° J           | 175,3° I          | 29 km   |